# Litosphingia minettii
Litosphingia minettii is een vlinder uit de familie pijlstaarten (Sphingidae). De wetenschappelijke naam van deze soort is voor het eerst geldig gepubliceerd in 2000 door Jean-Marie Cadiou.
De soort komt voor in het Afrotropisch gebied.